# Gobierno de Fernando Lugo

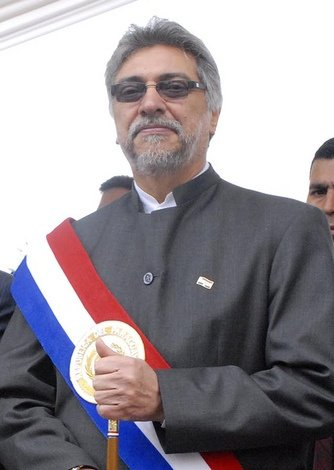
Lugo en 2009.

El gobierno de Fernando Lugo constituyó la administración del Paraguay entre 2008 y 2012, hasta su destitución mediante juicio político. Su elección marcó un hito al ser el primer mandatario ajeno al Partido Colorado en más de seis décadas.
El 21 de junio de 2012, la Cámara de Diputados del Paraguay aprobó la apertura de un juicio político en su contra, fundamentando la acusación en un supuesto mal desempeño de sus funciones.

## Gabinete ministerial
- Ministerio de Relaciones Exteriores: Alejandro Hamed Franco,[2] Héctor Lacognata[3] y Jorge Lara Castro[4]
- Ministerio de Hacienda: Dionisio Borda[2]
- Ministerio del Interior: Rafael Filizzola (PDP), Federico Acuña, Carlos Filizzola (PPS) y Rubén Candia Amarilla[5]
- Ministerio de Defensa Nacional: Gral. (r) Luis Bareiro Spaini,[2] Cecilio Pérez Bordón y Catalino Luis Roy[6]
- Ministerio de Agricultura y Ganadería: Cándido Vera Bejarano (PLRA)[2] y Enzo Cardozo[7]
- Ministerio de Industria y Comercio: Martín Heisecke (PLRA)
- Ministerio de Justicia y Trabajo: Blas Llano (PLRA)[2] y Humberto Blasco[7]
- Ministerio de Obras Públicas y Comunicaciones: Efraín Alegre (PLRA)[2] y Cecilio Pérez Bordón[6]
- Ministerio de Salud Pública y Bienestar Social: Esperanza Martínez (Frente Guasú)[2]
- Ministerio de Educación y Cultura: Horacio Galeano Perrone (ANR),[2] Luis Riart (PLRA)[7] y Víctor Ríos (PLRA)[8]
- Ministerio de la Mujer: Gloria Godoy de Rubín[9]
- Secretario General de la Presidencia: Miguel Ángel López Perito[10]
- Secretaria Privada de la Presidencia: Miguel Ángel Rojas Acosta, Daniel Nuñez
- Secretaría de la Función Pública: Lilian Soto (Kuña Pyrenda)[9] y José Tomás Sánchez[11]
- Secretaría Técnica de Planificación: Carlos Sánchez[12] y Bernardo Esquivel Vasken[13]
- Secretaría del Ambiente: José Luis Casaccia (ANR)[9]
- Secretaría de Acción Social: Paulino Cáceres (Tekojoja)[14]
- Secretaría Nacional de Cultura: Ticio Escobar[15]
- Secretaría de Emergencia Nacional: Camilo Soares (P-MAS)[16] y Gladys Mercedes Cardozo Zacarías[17]
- Secretaría de la Niñez y la Adolescencia: Liz Torres[16]
- Secretaría Nacional Antidrogas: César Damián Aquino[12]
- Instituto Nacional Indígena: Margarita Mbywangi (Tekojoja)[18]

## Política nacional

### Política de salud

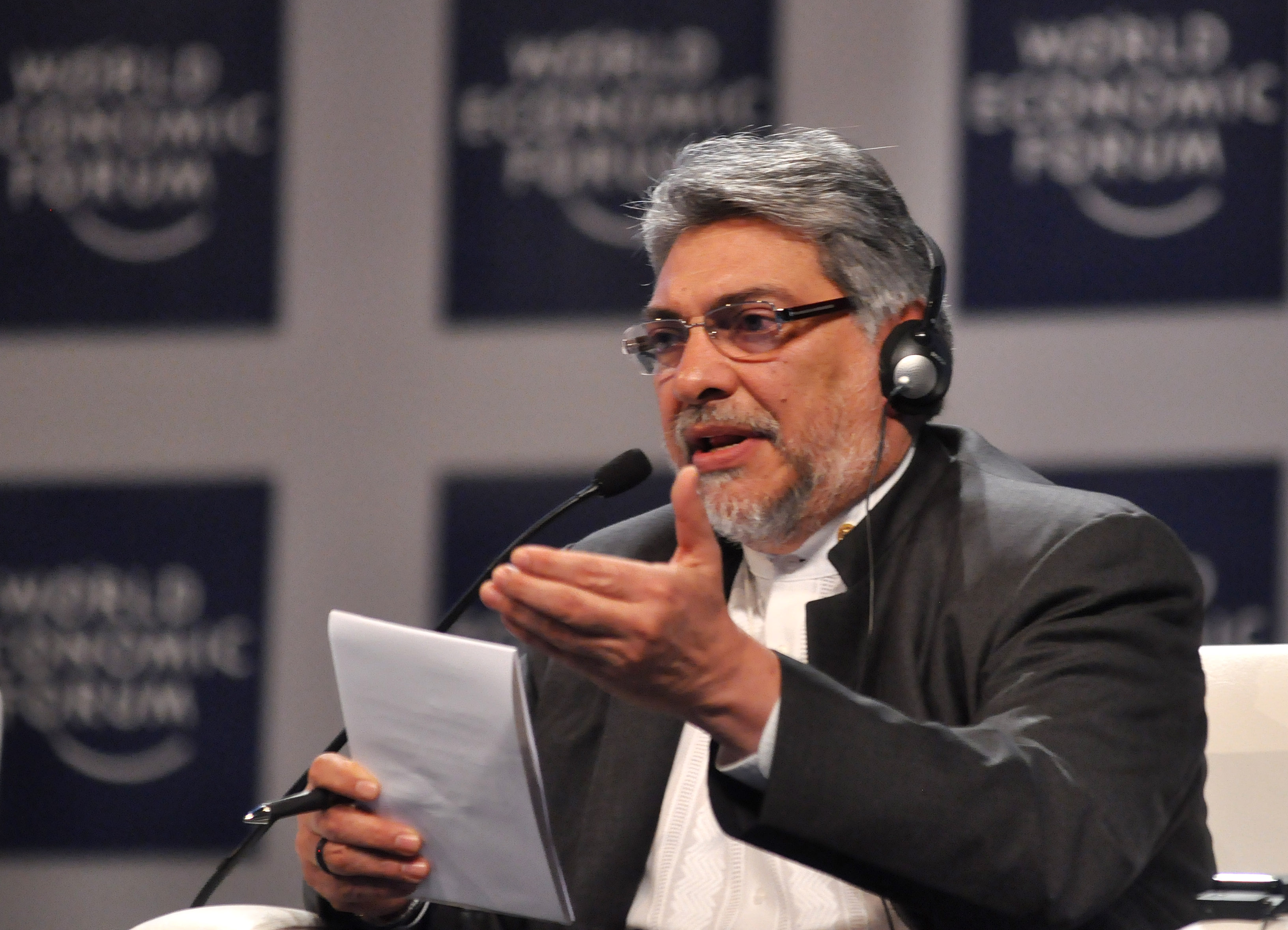
Fernando Lugo en el Foro Económico Mundial de Cartagena en abril de 2010.

En materia social, el gobierno mejoró gradualmente el sistema de salud en Paraguay, con el objetivo de universalizarlo. Mediante una resolución presidencial, se declaró la gratuidad de los servicios para toda la población, incluyendo consultas ambulatorias, medicamentos, e intervenciones de alta complejidad en hospitales públicos de todo el país y privados.

### Política de educación
En materia educativa, su administración manifestó su compromiso con la educación pública, iniciando la distribución gratuita de laptops a estudiantes primarios en el marco del programa Una computadora por niño, un proyecto gubernamental iniciado en 2008 con el objetivo de impulsar la educación en nuevas tecnologías a los alumnos de escuelas públicas. Dentro de su programa de gobierno se incluyó por primera vez la merienda escolar a cargo de las respectivas gobernaciones departamentales.

### Política económica

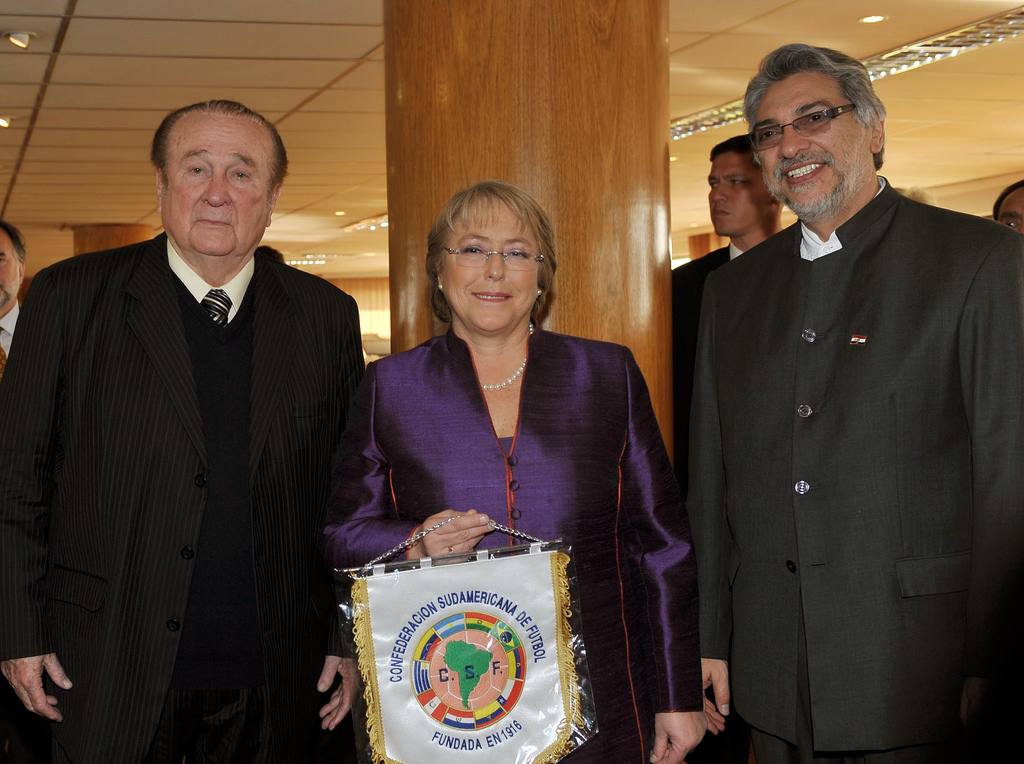
El presidente de la Conmebol, Nicolás Leoz, y la presidenta chilena, Michelle Bachelet, junto al presidente de Paraguay, Fernando Lugo, en la sede del Centro de Convenciones de la Conmebol, donde se llevó a cabo la XXXVII Cumbre del Mercosur.

Durante todo el año 2010 y principios de 2011, Paraguay registró tasas récord de crecimiento económico, generadas en gran medida por la exportación de materias primas y la expansión de los sectores comercial, industrial y de la construcción, alcanzando picos históricos de crecimiento de 14.5 puntos porcentuales, una de las mayores tasas de América Latina.
El nacionalismo económico, la lucha contra la corrupción y la reforma agraria son sus prioridades. Sin embargo, en la primavera de 2009 perdió el apoyo del Partido Liberal y la mayoría del Parlamento, y no pudo llevar a cabo esta última reforma.

##### Compensación de Itaipú
El 6 de abril de 2011 el parlamento del Brasil ratificó el tratado firmado entre Fernando Lugo y el expresidente brasileño Luiz Inácio Lula da Silva el 25 de julio del 2009, que aumentó a casi el triple del monto abonado por el Brasil por la venta del excedente paraguayo de energía en la hidroeléctrica Itaipú. Con este monto, el Paraguay aumentaría su recaudación anual hasta la finalización del contrato en 2023. Fue considerado uno de los mayores logros políticos de su gobierno. Lugo anunció la creación de un Fondo para el desarrollo con el objetivo de invertir estos recursos en infraestructura pública.

### Inestabilidad política
En diciembre de 2009, Lugo afirmó que había sido objeto de varios intentos de golpe de Estado y que estaba amenazado con un golpe similar al de julio de 2009 en Honduras. Los medios de comunicación nacionales lanzaron una ofensiva para destituirlo con diversos pretextos, acusándolo, por ejemplo, de corrupción. Su propio vicepresidente, Federico Franco (PLRA), se declaró dispuesto a asumir el poder, mientras que el senador, —también liberal—, Alfredo Jaeggli, dijo que debía ser destituido en un plazo de cuatro meses, acusándole de no mantener el orden en el país.
Federico Franco intentó destituir a Lugo en octubre de 2010, acusándolo de violar la Constitución. De hecho, mientras Lugo se encontraba en Brasil para tratarse un linfoma, ordenó cambios en el Estado Mayor, competencia que recayó en Franco, que actuaba como presidente interino. La amenaza de un juicio político contra Lugo se planteó muchas veces antes de 2012.
La oposición también atacó al ministro de Defensa, el ex general Luis Bareiro Spaini. Éste había pedido explicaciones a la embajadora estadounidense, Liliana Ayalde, en una carta que no fue considerada muy diplomática: durante un almuerzo organizado por la diplomática norteamericana, al que asistieron el vicepresidente Federico Franco, algunas personalidades políticas, entre ellas el colorado Hugo Estigarribia y un grupo de generales norteamericanos, el presidente Lugo fue insultado. Culpando al ministro de «violación de las costumbres diplomáticas», sin mencionar el comportamiento del embajador, el Parlamento, donde, tanto el Partido Colorado como el Partido Liberal Radical Auténtico, tienen mayoría, procedió a un juicio político contra él. En un comunicado de prensa, el Ministerio de Defensa denunció: «en el montaje operativo psico-político de ciertos sectores de la oposición, la pretensión del juicio político al ministro Bareiro Spaini, es sólo el anticipo el real objetivo estratégico final: el juicio político al presidente la República, Fernando Lugo Méndez» e implicó «intereses foráneos contrarios a los del Paraguay».

###### Sucesos de Curuguaty
En mayo de 2012, la finca Campos Morombi de la localidad de Curuguaty, a 240 km al noreste de Asunción, propiedad del exsenador Blas Riquelme del Partido Colorado, fue ocupada por un centenar de campesinos para protestar por la escasez de tierras agrícolas en el departamento de Canindeyú. Tras tres semanas de toma, el viernes 15 de junio el Ministerio del Interior ordenó el desalojo por la fuerza de la propiedad, resultando en enfrentamientos violentos entre ocupantes y la fuerza policial. Durante el desalojo 17 personas murieron (once campesinos y seis policías), suceso que provocó fuertes críticas en el país, provocando la dimisión del ministro del Interior, Carlos Filizzola, y del comandante de la policía, Paulino Rojas.
Fuentes policiales dijeron que los efectivos fueron emboscados cuando intentaban establecer las tratativas, sospechándose que miembros del Ejército del Pueblo Paraguayo estaban infiltrados entre los campesinos. Otras fuentes consideran que este trágico episodio fue en realidad un montaje que sirviera de pretexto para pedir la destitución de Lugo. Seis meses luego de la masacre el dirigente Vidal Vega, que conducía una investigación paralela, fue asesinado por sicarios enmascarados. Según él, serían «infiltrados» los que desencadenaron el tiroteo, disparando al mismo tiempo contra los campesinos y contra la Policía. De acuerdo con Hugo Richert, exministro de Acción social, «el episodio pudo haber sido preparado como para contar con un motivo perfecto para destituir al presidente. Y a pesar de la presión ciudadana, el procurador solo ha investigado en una única dirección: según él los campesinos tendieron una emboscada a los policías».
Fernando Lugo no manifestó su respaldo a las fuerzas de seguridad pero sí extendió sus pésames a los familiares de los policías fallecidos. Se enjuició al presidente Lugo aun cuando posteriormente el propio parlamento afirmó que se rompió la cadena de mando, en la orden dada sobre Curuguaty. El 16 de junio de 2012, Lugo designó a un nuevo ministro del Interior, el ex fiscal general del Estado Rubén Candia Amarilla, quien ocupó el cargo dejado la noche anterior por Carlos Filizzola. El mandatario también cambió al comandante de la Policía Nacional y anunció la creación de una comisión para investigar, con el apoyo a la Organización de los Estados Americanos, lo ocurrido en Curuguaty.
Múltiples irregularidades han enturbiado la investigación. Un helicóptero de la Policía sobrevoló el lugar durante los acontecimientos: el video grabado desde el aire ha desaparecido misteriosamente. No han sido realizados ningún peritaje ni ninguna investigación balística para determinar quién pudo matar a los seis policías. Un fusil Mossberg Maverick calibre 12 robado a un exmilitar algunos días más tarde y que nada tuvo que ver con el tiroteo fue agregado al conjunto de elementos considerados como prueba de la culpabilidad de los «sin tierra». El 20 de marzo de 2014, la bancada del Partido Demócrata Progresista (PDP) presentó en el Senado una serie de fotografías de campesinos muertos y esposados, víctimas posibles de ejecuciones sumarias.

##### Crisis política y destitución
El jueves 21 de junio de 2012, la Cámara de Diputados del parlamento paraguayo aprobó la realización de un juicio político en contra del presidente de la República, Fernando Lugo, alegando mal desempeño en sus funciones.
Lugo se negó a renunciar y dijo que para cumplir los votos de aquel 2008 iba a quedar a defender su puesto, pero un día después, el 22 de junio, con 39 votos a favor y 4 en contra, Lugo fue destituido del cargo. El proceso de destitución fue calificado de “ruptura del orden democrático” por la mayoría de gobiernos latinoamericanos y algunos europeos, y llevó a que el Paraguay fuese suspendido como socio del Mercosur y la Unasur por los países miembros.
Los partidarios del destituido presidente Fernando Lugo esgrimen que la comunidad internacional argumentó que se realizó un "golpe de Estado" y una violación del orden constitucional. Uno de los argumentos dados fue que a Lugo solo se le dieron 2 horas para presentar su defensa ante el parlamento.